# Educacion DOCS
La educación DOCS
La educación DOCS, previamente conocida como la Organización Dental para la Sedación Consciente, situada en Seattle, Washington, provee educación continua a profesionales dentales no solo en sedación IV y oral sino también en el entrenamiento para la preparación ante emergencias. La membresía del grupo consiste en más de 3.500 dentistas que utilizan los métodos enseñados para tratar pacientes. La educación DOCS también vende productos dentales y equipamiento, incluyendo el suministro de medicamentos para emergencias, equipamiento para monitoreo y materiales educativos.

## Historia
Fundada en Lafayette Hill, PA, en 1999 por el Dr. Michael Silverman, DMD, y Anthony Feck, DMD, la educación DOCS fue formada como una respuesta directa a la observación de los doctores sobre la cantidad de pacientes que mostraban temor y ansiedad en relación con un tratamiento dental. Feck y Silverman comenzaron a desarrollar técnicas odontológicas seguras y efectivas de sedación oral para ayudar con estos asuntos comunes en muchos pacientes. Durante la década pasada, la educación DOCS ha enseñado a miles de dentistas y sus equipos como implementar de manera segura la odontología sedativa en sus propias prácticas.

## Los programas educativos
Todos los programas de la educación DOCS están diseñados exclusivamente por dentistas en ejercicio y médicos profesionales. Son construidos según la ciencia y metodología de los sedantes orales, la psicología del paciente y el manejo y control del dolor. El plan de estudios de la educación DOCS ha avanzado junto con la ciencia en el tiempo, expandiéndose a un rango más amplio de protocolos de medicamentos y el estudio de casos en profundidad. Las técnicas de sedación oral han progresado más allá del Valium ® a una variedad de medicamentos seguros y testeados, ideales para la odontología sedativa.
El cuerpo docente de la educación DOCS posee educadores reconocidos tales como Leslie Fang, MD, PhD, y Michael Mermitas, DDS, RPh. Junto con otro miembros, ellos tienen años de experiencia educativa y disertan frecuentemente en cursos dentales a nivel nacional e internacional. También, los miembros consultan frecuentemente a las juntas dentales que se encuentran en el proceso de revisión, desarrollo o adición de regulaciones de sedación. La educación DOCS mantiene el sitio web SedationRegulations.com, el cual provee información sobre las regulaciones de sedación paso a paso.

## Influencia pública
La educación DOCS también mantiene el sitio web educativo SedationCare.com  para ayudar a informar al público sobre la disponibilidad y seguridad de la odontología sedativa. El sitio incluye información estadística, materiales educativos para el paciente, artículos publicados, informes televisivos (Good Morning América), información de procedimiento y medicación, así como también localizadores para ayudar a los pacientes a encontrar dentistas de sedación calificados dentro de su área. La organización ha sido nombrada en el New York Times y en el Wall Street Journal con respecto a la odontología sedativa y su respectivo uso por los dentistas en general. Activa en la investigación sedativa, la educación DOCS promueve principios seguros con su Fondo de la Investigación Sedativa. El Fondo provee becas a aquellos que desean estudiar sobre la seguridad y eficacia de la odontología oral sedativa, gracias a las donaciones que recibe.
Todos los programas de la educación DOCS están diseñados exclusivamente por dentistas en ejercicio y médicos profesionales. Son producto y están diseñados según incontables horas de estudio e investigación en la ciencia y metodología de sedantes orales, la psicología del paciente y el manejo y control del dolor.
El plan de estudio de la educación DOCS ha avanzado con la ciencia en el tiempo, expandiéndose a un rango más amplio de protocolos de medicamentos y el estudio de casos en profundidad. Las técnicas de sedación oral han progresado más allá del Valium® a una variedad de medicamentos seguros y testeados, ideales 

## Aprobación AGD/PACE
Los cursos de la educación DOCS tienen la aprobación PACE de la Academia General de Dentistas (AGD) que es aceptada en la mayoría de los estados que requieren Educación Continua (CE requirements). Los requisitos para los cursos consisten de 25 a 65 horas de instrucción, excediendo las pautas establecidas en el año 2007 por la Asociación Dental Americana.

## Cursos
La oferta de cursos incluye Odontología Sedativa IV, Odontología Oral Sedativa, Odontología Sedativa Pediátrica, Soluciones Sedativas, Reanimación Cardiaca Avanzada, Reanimación Pediátrica Avanzada, y muchos más.
Los cursos se dictan en los Estados Unidos en las más grandes ciudades metropolitanas tales como San Francisco, Chicago, Washington D. C., Memphis, Seattle, Atlanta, y Boston, como también en universidades como NYU y Duquesne University

## Lectura adicional
- Wall Street Journal, June 19, 2007. "Did I Really Have a Root Canal?"
- Kershaw, Sarah. The New York Times, March 6, 2008. My Root Canal? It’s a Blur (enlace roto disponible en Internet Archive; véase el historial, la primera versión y la última).
- Reuters, Feb. 25, 2009. Switch to Daylight Savings Time Will Launch First Annual Sedation Dentistry Safety Week Hosted by DOCS Education
- PRWebPhotowire, March 13, 2009. 23.5 Million Answers Cap First Annual Sedation Dentistry Safety Week (enlace roto disponible en Internet Archive; véase el historial, la primera versión y la última).
- BusinessMusings, March 13, 2009. SEDATION DENTISTRY SAFETY WEEK